# Brouwerij De Molen
Brouwerij De Molen es una cervecería situada en la ciudad de Bodegraven, en los Países Bajos. El nombre significa "el molino", ya que en su origen la cervecería se situaba en un molino de viento llamado De Arkduif, construido en 1697. Actualmente sus instalaciones incluyen una nave industrial con capacidad de producir 25.000 hl. al año, así como una sala con barriles para el envejecimiento de cerveza y las oficinas de la compañía. 
Su fundador, Menno Olivier, empezó a elaborar cerveza de forma casera, y después de pasar por varias microcervecerías, trabajó en la Stadsbrouwerij De Pelgrim en Róterdam, para luego fundar De Molen en 2004.

## Información Técnica

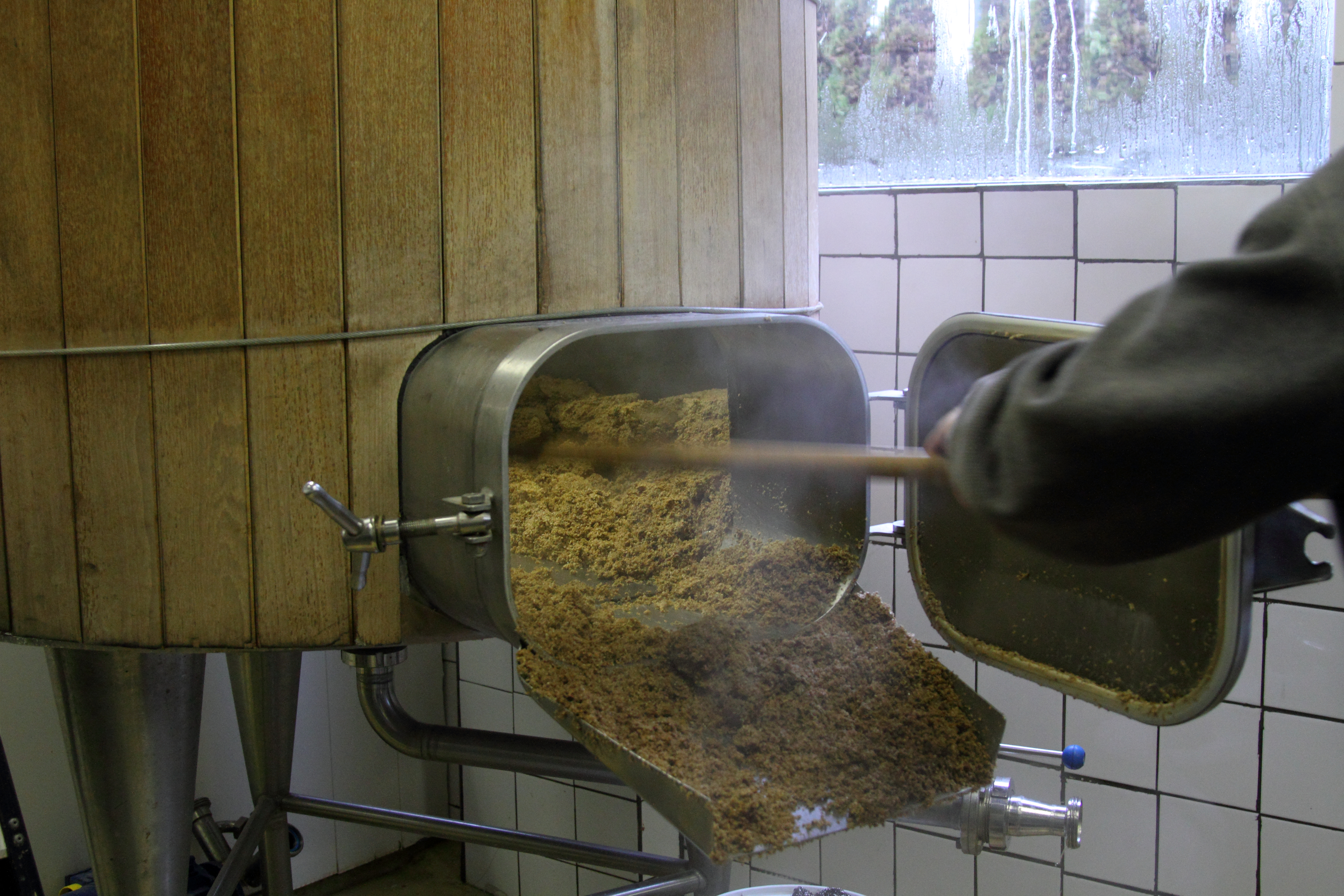
Proceso de elaboración de cerveza en De Molen

En sus inicios, la capacidad de producción era de 500 litros por lote, con una producción anual de 500 hectolitros. Las botellas de De Molen son embotelladas a mano en la cervecería, en botellas de 33cl y 75cl, selladas con cera y por último numeradas de forma individual.
En 2012, la capacidad máxima se amplió a 2500 litros, cuando se mudaron a su nuevo edificio, a 200 metros del molino. Por último, en 2016 expandieron su actual edificio con el objetivo de llegar a una producción de 25.000 Hl. al año.

## Premios y reconocimientos

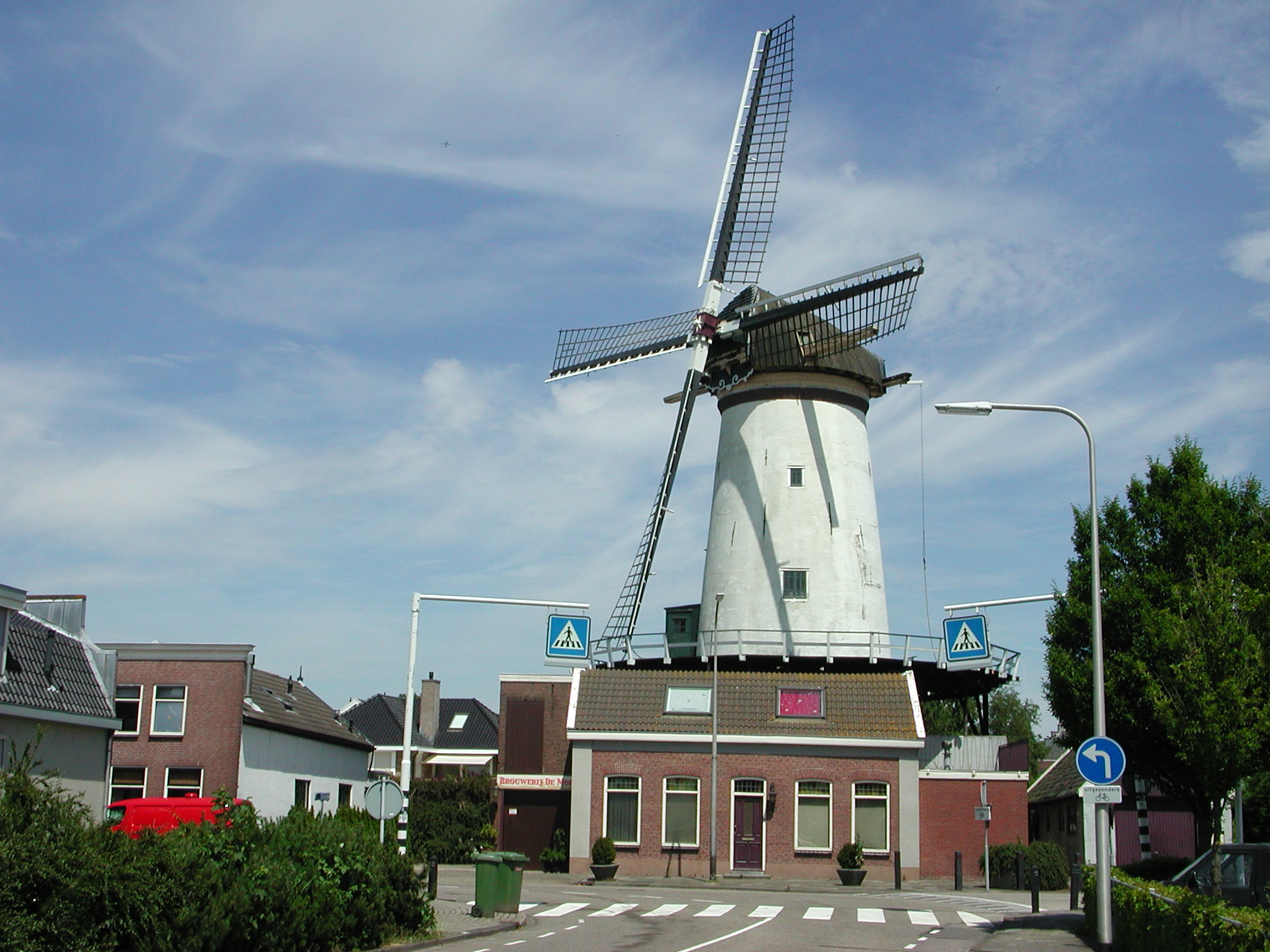
El molino De Arkduif

En 2010, De Molen entró como décima en la lista de RateBeer "Mejores cervecerías del mundo".
Menno Olivier fue galardonado en 2008 con el Zilveren Knuppel ("murciélago plateado"), por parte de la Sociedad Neerlandesa de fomento de la cerveza PINT por su contribución a la cultura de la cerveza en los Países Bajos.
Tsarina Esra de De Molen Tsarina Esra ganó el premio a la mejor cerveza de invierno en el festival de Invierno PINT 2008.
Varias cervezas de De Molen fueron consideradas entre las mejores cervezas del año 2008 por los periodistas británicos 2008 Roger Protz y Tom Cannavan.
De Molen fue la cervecería número 1 en los Países Bajos y la 6 en el mundo en la lista de mejores cervecerías del mundo de Ratebeer 2016

## Eventos
Desde 2009, De Molen organiza el festival anual Borefts Beer Festival. Suele celebrarse a principios de otoño, con participación de muchas de las mejores cervecerías del panorama artesano a nivel europeo e internacional.

## Controversia
En 2009 tuvieron un pleito por apropiación de marca con la North Coast Brewing Company de California, dado que la marca americana tenía una cerveza llamada Old Rasputin, y consideraban que la cerveza Rasputin de De Molen tenía un nombre demasiado similar. Por ello, De Molen cambió el nombre de la cerveza en su distribución americana a Disputin.